# Anyox

Anyox var en företagsägd gruvstad i British Columbia, Kanada. Idag är staden en spökstad och är till stor del förstörd och övergiven. Staden ligger ungefär 60 kilometer sydväst om staden Stewart, British Columbia vid kusterna av Observatory Inlet. I början av 1900-talet växte staden Anyox till 3000 i invånarantal, eftersom de närliggande bergen var rika på koppar och andra värdefulla metaller, som grävdes ut. Staden blev nästan helt förstörd i en skogsbrand 1923, men blev till stor del uppbyggd igen och utgrävandet av koppar och metaller fortsatte, i gruvan Granby Mine.
Under tidigt 1930-tal var gruvorna helt utgrävda och gruvarbetarantalet sjönk till 0.  Under 1940-talet plockades de flesta maskiner och stål ner från staden och en skogsbrand förstörde de kvarstående träbyggnaderna.